# أشلي كوبر (تنس)
أشلي كوبر (بالإنجليزية: Ashley Cooper)‏ مواليد 15 سبتمبر 1936 في ملبورن، فيكتوريا، هو لاعب كرة مضرب أسترالي سابق بدأ مسيرته كمحترف سنة 1959 وكان يلعب باليد اليمنى، اعتزل اللعب في 1962. كما أنه أحد أبطال الجراند سلام. أعلى تصنيف له كان المركز الأول.

## بطولات حققها
- بطولة ويمبلدون

## النهائيات

### الفردي: (الألقاب 4 – الوصافة 2)
| الحصيلة | السنة | البطولة                       | الأرضية | النتيجة في النهائي       |
| ------- | ----- | ----------------------------- | ------- | ------------------------ |
| الفوز   | 1957  | بطولة أستراليا المفتوحة للتنس | عشبية   | 6–3, 9–11, 6–4, 6–2      |
| الوصافة | 1957  | ويمبلدون                      | عشبية   | 2–6, 1–6, 2–6            |
| الوصافة | 1957  | بطولة أمريكا المفتوحة للتنس   | عشبية   | 8–10, 5–7, 4–6           |
| الفوز   | 1958  | أستراليا المفتوحة             | عشبية   | 7–5, 6–3, 6–4            |
| الفوز   | 1958  | ويمبلدون                      | عشبية   | 3–6, 6–3, 6–4, 13–11     |
| الفوز   | 1958  | الولايات المتحدة المفتوحة     | عشبية   | 6–2, 3–6, 4–6, 10–8, 8–6 |

## روابط خارجية
- أشلي كوبر على موقع رابطة محترفي التنس (الإنجليزية)
- أشلي كوبر على موقع الاتحاد الدولي لكرة المضرب (الإنجليزية)
- أشلي كوبر على موقع كأس ديفيز (الإنجليزية)
- أشلي كوبر على موقع قاعة مشاهير كرة المضرب الدولية (الإنجليزية)
- أشلي كوبر على موقع اتحاد التنس الأسترالي (الإنجليزية)
- أشلي كوبر على موقع خلاصة التنس.كوم (الإنجليزية)
- أشلي كوبر على موقع قاعة أستراليا للمشاهير الرياضية (الإنجليزية)
- الصفحة الخاصة باللاعب أشلي كوبر (تنس) في موقع رابطة محترفي كرة المضرب.